# Un hombre cualquiera
Un hombre cualquiera  es una película en blanco y negro de Argentina dirigida por Carlos Rinaldi sobre el guion de Eduardo Borrás que se estrenó el 7 de julio de 1954 y que tiene como protagonistas a Narciso Ibáñez Menta, Lía Gravel, Paquita Muñoz y Leonor Rinaldi.

## Sinopsis
Un hombre sencillo se inventa una vida de millonario.

## Reparto
- Narciso Ibáñez Menta
- Lía Gravel
- Paquita Muñoz
- Leonor Rinaldi
- Julián Bourges
- Miguel Ligero
- Gloria Bayardo
- Adelaida Soler
- Celia Geraldy
- Alberto Barcel
- Warly Ceriani
- Pedro Pompillo

## Comentarios
King dijo del filme:

”Al libro, no exento de inquietudes de Eduardo Borrás, se suma la inteligente dirección de la digna labor de Narciso Ibáñez Menta, menos teatral que otras oportunidades.”

Manrupe y Portela escriben:

”Un asunto similar a tantos otros protagonizados por Narciso: hombre infeliz, mentira y caída final en la realidad.”